# Слуцкий гостинец (станция метро)
«Слу́цкий гости́нец» (бел. Слуцкі гасцінец) — станция Зеленолужской линии Минского метрополитена, которая расположена на пересечении улиц Кижеватова и Корженевского. Является конечной станцией Зеленолужской линии. Открыта 30 декабря 2024 года.
Как и все остальные станции Зеленолужской линии, станция оборудована платформенными раздвижными дверьми.

## История строительства
Согласно первоначальным планам, 1-я очередь должна была состоять из семи станций: «Слуцкий гостинец», «Неморшанский сад», «Аэродромная», «Ковальская Слобода», «Вокзальная», «Площадь Франтишка Богушевича» и «Юбилейная площадь». Они должны были быть построены к 2017 году. Но затем было объявлено, что к 2017 будут построены только 4 станции: «Ковальская Слобода», «Вокзальная», «Площадь Франтишка Богушевича» и «Юбилейная площадь». «Ковальская Слобода» по проектам будет иметь мелкое заложение, а остальные глубокое заложение (до 20 м, благодаря чему они станут самыми глубокими во всём метрополитене). Но затем все станции строили мелким заложением, с открытым котлованом. Станции «Аэродромная», «Неморшанский сад» и «Слуцкий гостинец», а также депо планируется построить в рамках 2-й очереди после 2022 года.
Первые сообщения о проектировании 3-й линии появились ещё в 2008 году, однако только 4 января 2011 года было впервые официально сообщено о планах строительства 3-й линии.
В начале 2012 года жителям столицы было предложено самим дать названия станциям 3-й линии, однако чиновники не прислушались к ним. 10 апреля начальник «Дирекции по строительству Минского метрополитена» Павел Царун заявил в интервью «Минскому курьеру», что подготовительные работы для строительства 3-й линии должны начаться во второй половине 2012 года. В августе 2012 года на улице Кижеватова в районе будущих станций «Слуцкий гостинец» и «Неморшанский сад» специальные службы проводили изыскания грунта. 7 ноября в ряде белорусских СМИ было сообщено, что работы по 3-й линии начнутся уже в августе 2013 года.
В августе 2017 года метростроевцы приступили к инженерной подготовке территории станции. С сентября получено разрешение Госстройнадзора для сооружения этого участка.
С 2 ноября 2019 года действуют новые объезды вокруг территории строительства станции.
В феврале 2021 года пройден правый тоннель к станции от Неморшанского сада, длина 1800 м, второй тоннель закончат к декабрю.
На конец марта 2023 года станция построена на 75 процентов.
30 декабря 2024 года, утром, в торжественной церемонии по открытию при участии президента Белоруссии состоялся пуск трёх станций. Для пассажиров станция была открыта в 16:00 по минскому времени.

## Путевое развитие
За станцией расположен шестистрелочный оборотный тупик, переходящий в ССВ в электродепо Слуцкое.